# أركانجلسكويي (مقاطعة تولا)
أركانجلسكويي (بالروسية: Архангельское) هي مدينة في مقاطعة تولا أوبلاست في روسيا.